# Tratado de Direito Privado
O Tratado de Direito Privado é uma obra do jurista Pontes de Miranda. Dividida em 60 tomos, a obra abrange uma vastidão de aspectos do Direito Civil e do Direito Comercial. Sua produção custou ao autor 15 anos: seu primeiro tomo saiu publicado em 1954; o último foi concluído apenas em 1969
Em aspectos gerais, pode-se afirmar que se trata de uma obra de elevado nível de erudição. O autor, altamente influenciado pela doutrina alemã, introduziu uma série de novos conceitos no direito civil pátrio, a exemplo da Teorias do Três Planos do Fato Jurídico (Existência, Validade e Eficácia), sob a qual estão divididos os 6 primeiros tomos do Tratado, referentes à parte geral do Código Civil. O rigor metodológico na divisão dos temas é uma das mais ímpares características da obra.
O Tratado também impressiona por seus números: trata-se da maior obra já escrita por um só homem, já que é composta de um total de 30.047 páginas, 11.728 obras jurídicas consultadas e 193 não jurídicas.

## Conteúdo
Os 60 volumes abrangem diferentes áreas do Direito Privado (em seu sentido amplo). Isto é, seu conteúdo abrange o Direito Civil (e seus subramos, tais como: Parte Geral, Direito das Obrigações, Direitos Reais, Direito de Família e Direito das Sucessões), o Direito Comercial (e subáreas como: Teoria Geral da Empresa, Direito Societário, Direito cambiário, Propriedade Intelectual) o Direito do Trabalho (Individual e Coletivo). Uma tentativa de reproduzir a sistemática da obra seria a seguinte:
| Número do Tomo | Área do Direito     | Subárea                                        | Conteúdo |
| -------------- | ------------------- | ---------------------------------------------- | --- |
| 01 ao 06       | Direito Privado     | Parte Geral                                    | Tomo I – Introdução. Pessoas físicas e jurídicas. Tomo II – Bens. Fatos Jurídicos (Teoria dos Fatos Jurídicos, Teoria da Relação Jurídica, Teoria dos 3 Planos dos Fatos Jurídicos: Existência, Validade e Eficácia. Mundo fático e mundo jurídico). Tomo III – Negócios Jurídicos. Representação. Conteúdo. Forma. Prova. Tomo IV – Validade. Nulidade. Anulabilidade. Tomo V – Eficácia jurídica. Determinações inexas e anexas. Direitos. Pretensões. Ações. Tomo VI – Exceções. Direitos mutilados. Exercício dos direitos, pretensões, ações e exceções. Prescrição. |
| 07 ao 09       | Direito Civil       | Família                                        | Tomo VII – Direito de personalidade. Direito de família: direito matrimonial (Existência e validade do casamento). Tomo VIII – Dissolução da sociedade conjugal. Eficácia jurídica do casamento. Tomo IX – Direito de Família: Direito Parental. Direito Protetivo. |
| 10 ao 21       | Direito Civil       | Coisas                                         | Tomo X – Direito das Coisas: Posse. Tomo XI – Direito das Coisas: Propriedade. Aquisição da propriedade imobiliária. Tomo XII – Direito das Coisas: Condomínio. Edifício de apartamentos. Compáscuo. Terras devolutas. Terras de silvícolas. Tomo XIII – Direito das Coisas: Loteamento. Direitos de vizinhança. Tomo XIV – Direito das Coisas: Pretensões e ações imobiliárias dominicais. Perda da propriedade imobiliária. Tomo XV – Propriedade mobiliária (bens corpóreos). Tomo XVI – Direito das Coisas: Propriedade mobiliária (bens incorpóreos). Propriedade intelectual. Propriedade industrial. Tomo XVII – Direito das Coisas: Propriedade mobiliária (bens incorpóreos). Propriedade industrial (sinais distintivos). Tomo XVIII – Direito das Coisas: Direitos reais limitados. Enfiteuse. Servidões. Tomo XIX – Direito das Coisas: Usufruto. Uso. Habitação. Renda sobre o imóvel. Tomo XX – Direito das Coisas: Direitos reais de garantia. Hipoteca. Penhor. Anticrese. Tomo XXI – Direito das Coisas: Penhor rural. Penhor industrial. Penhor mercantil. Anticrese. Cédulas rurais pignoratícias, hipotecárias e mistas. Transmissões em garantia. |
| 22 ao 26       | Direito Civil       | Obrigações: Teoria Geral                       | Tomo XXII – Direito das Obrigações: Obrigações e suas espécies. Fontes e espécies de obrigações. Tomo XXIII – Direito das Obrigações: Auto-regramento da vontade e lei. Alteração das relações jurídicas obrigacionais. Transferência de créditos. Assunção de dívida alheia. Transferência da posição subjetiva nos negócios jurídicos. Tomo XXIV – Direito das Obrigações: Efeitos das dívidas e das obrigações. Juros. Extinção das dívidas e obrigações. Adimplemento. Arras. Liquidação. Depósito em consignação para adimplemento. Alienação para liberação. Adimplemento com sub-rogação. Imputação. Compensação. Tomo XXV – Direito das Obrigações: Extinção das dívidas e obrigações. Dação em soluto. Confusão. Remissão de dívidas. Novação. Transação. Outros modos de extinção. Tomo XXVI – Direito das Obrigações: Conseqüências do inadimplemento. Exceções de contrato não adimplido, ou adimplido insatisfatoriamente, e de inseguridade. Enriquecimento injustificado. Estipulação a favor de terceiro. Eficácia protetiva de terceiro. Mudanças de circunstâncias. Compromisso. |
| 27 ao 31       | Direito Comercial   | Falimentar                                     | Tomo XXVII – Concurso de credores em geral. Privilégios. Concurso de credores civil. Tomo XXVIII – Direito das Obrigações: Falência. Caracterização da falência e decretação da falência. Efeitos jurídicos da decretação da falência. Declaração de ineficiência relativa de atos do falido. Ação revocatória falencial. Tomo XXIX – Direito das Obrigações: Administração da massa falencial. Restituições e vindicações. Verificação de créditos. Classificação de créditos. Inquérito judicial. Liquidação. Extinção das obrigações. Tomo XXX – Direito das Obrigações: Concordatas. Crimes falenciais. Liquidações administrativas voluntárias e coativas. Tomo XXXI – Direito das Obrigações: Negócios jurídicos unilaterais. Denúncia. Revogação. Reconhecimento. Promessas unilaterais. Traspasso bancário. Promessa de recompensa. Concurso. |
| 32 ao 37       | Direito Comercial   | Cambiário                                      | Tomo XXXII – Direito das Obrigações: Negócios jurídicos unilaterais. Títulos ao portador. Tomo XXXIII – Direito das Obrigações: Títulos ao portador (continuação). Títulos nominativos. Títulos endossáveis. Tomo XXXIV – Direito das Obrigações: Negócios jurídicos unilaterais. Direito cambiário. Letra de Câmbio. Tomo XXXV – Direito das Obrigações: Negócios jurídicos unilaterais. Direito cambiário. Letra de Câmbio. Nota promissória. Tomo XXXVI – Direito das Obrigações: Negócios jurídicos unilaterais Direito cambiariforme. Duplicata mercantil. Outros títulos cambiariformes. Tomo XXXVII – Direito das Obrigações: Negócios Jurídicos unilaterais. Direito cambiariforme. Cheque. Direito extracambiário e extracambiariforme. Direito internacional cambiário e cambiariforme. |
| 38 ao 47       | Direito Civil       | Contratos: Teoria Geral e Contratos em Espécie | Tomo XXXVIII – Direito das Obrigações: Negócios jurídicos bilaterais e negócios jurídicos plurilarerais. Pressupostos. Vícios de direito. Vícios do objeto. Evicção. Redibição. Espécies de negócios jurídicos bilaterais e de negócios jurídicos plurilaterais. Tomo XXXIX – Direito das Obrigações: Compra-e-venda. Troca. Contrato estimatório. Tomo XL – Direito das Obrigações: Locação de coisas. Locação de uso. Locação de uso e fruição. Tomo XLI – Direito das Obrigações: Locação de coisas. Renovação de contrato de locação. Fretamento. Tomo XLII – Direito das Obrigações: Mútuo. Mútuo a risco. Contrato de conta corrente. Abertura de crédito. Assinação e Acreditivo. Depósito. Tomo XLIII – Direito das Obrigações: Mandato. Gestão de negócios alheios sem outorga. Mediação. Comissão. Corretagem. Tomo XLIV – Direito das Obrigações: Expedição. Contrato de agência. Representação de empresa. Fiança. Mandato de crédito. Constituição de renda. Promessa de dívida. Reconhecimento de dívida. Comunidade. Edição. Representação teatral, musical e de cinema. Empreitada. Tomo XLV – Direito das Obrigações: Contrato de transporte. Contrato de parceria. Jogo e aposta. Contrato de seguro. Seguros terrestres, marítimos, fluviais, lacustres e aeronáuticos. Tomo XLVI – Direito das Obrigações: Contrato de Seguro (continuação). Seguro de vida. Seguros de acidentes pessoais. Seguro de responsabilidade. Seguro de crédito. Seguros de riscos especiais e de universalidade. Seguros mútuos. Resseguro. Contrato de comodato. Contrato de doação. Contrato de hospedagem. Tomo XLVII – Direito das Obrigações: Contrato de locação de serviços. |
| 47 e 48        | Direito do Trabalho | Individual e Coletivo                          | Tomo XLVII (cont.) - Direito das Obrigações: Contrato de trabalho. Tomo XLVIII – Direito das Obrigações: Contrato coletivo do trabalho. Contratos especiais de trabalho. Preposição comercial. Ações. Acordos em dissídios coletivos e individuais. Contrato de trabalho rural. |
| 49 ao 51       | Direito Comercial   | Societário                                     | Tomo XLIX – Contrato de sociedade. Sociedades de pessoas. Tomo L – Direito das Obrigações: Sociedade por ações. Tomo LI – Direito das Obrigações: Sociedade por ações (continuação). Sociedade em comandita por ações, Controle das sociedades. Sociedades de investimento, de crédito e de financiamento. |
| 52             | Direito Comercial   | Bancário                                       | Tomo LII – Direito das Obrigações: Negócios jurídicos bancários e de Bolsa. Corretagem de seguros. Transferência de propriedade mobiliária, em segurança. Subscrição, distribuição e colocação de títulos e valores mobiliários. |
| 53 e 54        | Direito Civil       | Responsabilidade Civil                         | Tomo LIII – Direito das Obrigações: Fatos ilícitos absolutos. Atos-fatos ilícitos absolutos. Atos ilícitos absolutos. Responsabilidade. Danos causados por animais. Coisas inanimadas e danos. Estado e servidores. Profissionais. Tomo LIV – Direito das Obrigações: Responsabilidade das emprêsas de transporte. Exercício ilícito na Justiça. Danos à pessoa. Acidentes do trabalho. Pretensão e ação. Dever de exibição. Liquidação das obrigações. Cominação. |
| 55 ao 60       | Direito Civil       | Sucessões                                      | Tomo LV – Direito das Sucessões: Sucessão em Geral. Sucessão legítima. Tomo LVI – Direito das Sucessões: Sucessão testamentária. Testamento em geral. Disposições testamentárias em geral. Herança e legados. Tomo LVII – Direito das Sucessões: Sucessão testamentária. Disposições testamentárias em geral. Herança e legados. Tomo LVIII – Direito das Sucessões: Sucessão testamentária. Disposições testamentárias em geral. Formas ordinárias do testamento. Tomo LIX – Direito das Sucessões: Sucessão testamentária. Testamentos. Codicilo. Revogação. Tomo LX – Direito das Sucessões: Testamenteiro. Inventário e Partilha. |

## Características
O Tratado de Direito Privado tem características bastante peculiares, que atraíram a atenção de boa parte dos juristas que o analisaram desde sua primeira publicação, em 1954. Tais elementos podem ser resumidos nos pontos seguintes:
- Originalidade: tal característica manifesta-se com maior intensidade nos Tomos de cunho mais teórico, como na Parte Geral e na Teoria Geral das Obrigações (Tomos 1 a 7 e 22 a 26, respectivamente). Nestes, o autor desenvolveu uma série de novos conceitos para que, sobre eles, pudesse edificar sua teoria. A originalidade aqui deve ser vista sob duplo ponto de vista: há tanto originalidade em comparação com autores estrangeiros, mas tal traço acentua-se mais ainda se levarmos em consideração o avanço dos Direito Privado até a publicação do Tratado. Isto é, as ideias formuladas nesta obra, foram influenciadas por diversas fontes estrangeiras (conforme será explicitado abaixo), ainda que de maneira bastante crítica; no entanto, em face da produção bibliográfica brasileira na área, o Tratado instaurou uma verdadeira revolução ao usar conceitos como os da Teoria dos Fatos Jurídicos, do 3 Planos Jurídicos e da Relação Jurídica. Os estudos aprofundados sobre a eficácia do fenômeno jurídico também merecem destaque.[1]
- Extensão: a obra contém nada menos que 60 Tomos. Não se pode olvidar, todavia, do fato de cada um dos Tomos possuir, em média, 500 páginas. No fim das contas, a obra revela-se um esforço hercúleo de aproximadamente 30 mil páginas. Trata-se, indubitavelmente, da maior obra do autor em extensão. Todavia, era de seu feitio a produção de obras bastante longas: comentou o Código de Processo Civil em 17 tomos e as Ações em 7.[2] No entanto, nenhuma outra obra sua aproxima-se, seja em extensão, seja em precisão científica e qualidade, do Tratado de Direito Privado.
- Profundidade: a extensão da obra permitiu que o autor desse sua opinião sobre praticamente todas as questões que haviam sido levantadas até a ciência jurídica de seu tempo. Assim, em cada tópico específico, Pontes de Miranda desce às minúncias de cada assunto, expõe criticamente as diversas teorias coletadas na vasta bibliografia elencada no Tratado e, por fim, dá a sua opinião.[1] O próprio conteúdo do Tratado, no qual seria de esperar um tratamento apenas teórico da matéria cuidada, desce às minúcias da experiência jurídica, levanta as questões possíveis de ocorrer em relação a cada instituto e propõe as soluções embasadas na melhor doutrina".</ref>
- Uso de rica e vasta bibliografia: o Tratado utiliza, como fonte, aproximadamente 10 mil obras (jurídicas e não-jurídicas). Grande parte daquelas compõe-se de bibliografia estrangeira, especialmente de origem germanófona.[1] Em cada tópico, o autor cita uma diversidade de teorias oriundas, em grande parte, das discussões estabelecidas na Pandectística alemã. Dentre os autores mais citados estão: Andreas von Tuhr, Savigny, Windscheid, Jhering, Karl Larenz, etc).
- Emprego de neologismos jurídicos e restauro de arcaísmos: Na dificuldade de traduzir palavras técnicas da língua alemã, ou mesmo para tentar precisar conceitos, a obra acaba criando uma série de neologismos que, pela sua influência, acabaram por adentrar os tribunal. Exemplos clássicos de neologismos introduzidos são "presentar" (em oposição à "representar"), "inexo" (em oposição a "anexo") e "direito expectativo" (em oposição à expectativa de direito). Já alguns arcaísmos, já há muito deixados fora de uso no Brasil, foram reabilitados pelo autor. Exemplo importante é a palavra "registo" (em vez de registro", forma corrente no Brasil. Cabe ressaltar que "registo" é vastamente aceita no Português europeu, mas permanece arcaica no Brasil)[5]
- Precisão de nomenclatura: a obra prima pela precisão da nomenclatura como forma de fomentar o caráter científico do Direito. Assim, no estudo eficacial, o autor difere "Direito (em sentido) subjetivo" de "poder formativo" (Gestaltungsrecht); difere, como teoria-cerne da obra, o existir, o valer e o produzir efeitos (de acordo com a teoria dos 3 planos do fato jurídico).[1]

## Principais Ideias
Pela gama de temas tratados, é difícil produzir uma lista exaustiva das ideias expostas no Tratado que acabaram por se tornar mais influentes. A seguir, tem-se uma tentativa de tal empreendimento:

### Teoria da Relação Jurídica
Ainda que a Teoria da Relação Jurídica já pudesse ser encontrada em outros autores, como no jurista português Manuel Domingues de Andrade em sua obra Teoria Geral da Relação Jurídica, publicada originalmente em 1944, e em diversas passagens das discussões presentes na Pandectística Alemã, o Tratado a apresenta como fundamento de qualquer pensamento jurídico. A relação jurídica é fundamental para a compreensão de qualquer fenômeno, seja ele obrigacional (relação, no caso, entre credor e devedor), seja real (relação entre credor e alter), pois permite compreender, na sua integralidade, os acontecimentos do direito privado.
A relação jurídica possui um polo ativo e um polo passivo. A principio, no polo ativo encontra-se um direito (em sentido) subjetivo (seja uma pretensão, seja um poder formativo) a determinado comportamento (fazer ou não-fazer) em face exclusivamente daquele que estiver no polo passivo. Este, numa contraposição lógica à pretensão do polo ativo, está obrigado (seja um dever comportamental, seja uma sujeição) a prestar aquele mesmo comportamento. Assim, toda relação jurídica instaura uma prestação e tal prestação compõe-se, sempre, de determinado comportamento. Não há que se confundir o objeto da relação jurídica com o objeto da prestação. Este último pode ser, por exemplo, um bem (= objeto da prestação) que deve ser entregue (= prestação).
A relação jurídica obrigacional e a real assemelham-se nos pontos acima. Todavia, enquanto na relação jurídica obrigacional há a aposição de dois sujeitos determinados, na relação jurídica real, o polo passivo permanece indeterminado. É o caso, por exemplo, do proprietário de um imóvel que possui o direito (em sentido atécnico) de exigir que ninguém invada sua propriedade. Tal direito é exercido contra todos (alter). Se alguém descumprir tal dever comportamental (ex.: invadir a propriedade em questão), há ato ilícito absoluto que gera o dever de indenizar. Todavia, a indenização já passa a ser analisada sobre o prisma da relação jurídica obrigacional, pois o elemento do polo passivo determinou-se.

### Mundo Fático, Mundo Jurídico, Suporte Fático e Incidência da Regra Jurídica
O Tratado propõe que se divida todo o mundo (definido como a soma de todos os fatos) em dois mundos: mundo jurídico e mundo fático. O mundo fático é aquele em que se desenvolvem os fatos da vida que ainda não possuem interesse jurídico. A partir do momento em que tais fatos passem a comportar importância jurídica, ascendem, por meio da incidência da regra jurídica, ao mundo jurídico. O mundo jurídico é, assim, aquele composto de fatos jurídicos, isto é, fatos que, oriundos do mundo fático, sofreram a incidência lógica da regra jurídica e agora passaram a ser analisados de maneira diferente.
A incidência da regra jurídica é um procedimento lógico. Possuindo a regra jurídica um suporte fático abstrato (isto é, uma previsão de quando aquela determinada regra jurídica será aplicável no caso concreto), no momento em que este é preenchido por uma situação do mundo dos fatos (suporte fático concreto), ocorre o fenômeno da incidência, isto é, o fato do mundo fático ascende ao mundo jurídico. Tal procedimento é lógico e Pontes de Miranda compara a regra jurídica a uma prancha de impressão que carimba fatos que são jurídicos e desconsidera os outros que não são jurídicos.
Assim, a cachoeira por que corre água por séculos, ou animal que corre pelas matas pertencem ao mundo fático, pois não merecem interesse jurídico. Todavia, na continuidade do exemplo, se tal animal sem dono adentrar um terreno que possua proprietário, tal fato (a presença do animal em tal terreno) juridiciza-se, de forma que o animal passa a ser propriedade, enquanto coisa móvel, do proprietário do imóvel. Assim, a regra jurídica prevê uma situação abstrata (suporte fático abstrato) que, ao se concretizar, é erguida ao mundo jurídico e passa a ser analisada de forma diferente.

### Os Três Planos de Análise: Existência, Validade e Eficácia
Tal teoria procura dirimir as confusões feitas pela doutrina, jurisprudência e, até mesmo, pelo texto legislativo ao usar expressões como "não vale em face de terceiros", "não produz efeitos", "tem-se por não havido" entre outras. Segundo tal pensamento, o fato jurídico, enquanto fato que tornou-se jurídico pela incidência lógica de uma regra jurídica, deve ser analisado em três momentos diferentes. Tais momentos podem ser simbolizados por três perguntas:
- O fato jurídico é, de fato, jurídico? Isto é, o suporte fático concreto preencheu corretamente a hipótese prevista na regra jurídica?
- Tal fato jurídico esbarra em alguma proibição legal (considerando-se o ordenamento como um todo lógico e sistemático) narrada no corpo legislativo?
- Tal fato jurídico produz efeitos jurídicos?

A primeira pergunta refere-se ao plano da existência. Para existir, o fato deve preencher o suporte fático abstrato previsto na regra jurídica. Se preencheu, existe. Se não preencheu, não é jurídico. Para que seja considerado válido, ou mesmo para que produza qualquer efeito (exceto o efeito mínimo), o fato jurídico deve existir. Aquilo que não é não pode vir a ser nulo ou ineficaz, pois tal afirmação seria tautológica: se algo não é (ou melhor, não existe) dentro do mundo jurídico, não pode vir a receber qualificações oriundas de tal sistema. O direito simplesmente não conhece da diversidade dos fatos que não foram "marcados" pela regra jurídica.
A segunda pergunta refere-se ao plano da validade. Para ser válido, o fato jurídico não pode esbarrar em nenhuma proibição legal. Trata-se, assim, de um prerrequisito que visa a manter a integridade lógica do sistema. Se se proíbe matar, um contrato de prestação de serviços cuja prestação seja "matar fulano" é nulo pois esbarra na regra penal. O Código Civil elenca causas de nulidade e anulabilidade do fato jurídico, ainda que algumas outras estejam dispersas pelo corpo legislativo (ex.: nulidade de ato jurídico feito com pagamento baseado em herança de pessoa viva).
A terceira pergunta perquire os efeitos jurídicos. Note-se: efeitos jurídicos são aqueles produzidos dentro e em conformidade com o mundo jurídico. Se alguém parece ser proprietário de algo, mas o direito não lhe reconhece tal posição, deve-se entender que tal efeito é puramente ilusório do ponto de vista jurídico, isto é, é efeito fora do mundo jurídico. 
É no plano da eficácia que surgem os direitos, deveres, pretensões e exceções. A doutrina ponteana a respeito desta matéria é longa, original e de engenhosa complexidade. Para Pontes de Miranda, só se pode falar em direito ou dever quando se está na eficácia. Assim, se, de regra, um fato jurídico nulo não produz efeitos, é incoerente dizer que se tem direito subjetivo a algo quando o título jurídico de tal direito é cominado de nulidade.
Concerne também à eficácia as condições, termos e encargos. Se se subordina o pagamento de uma dívida a uma determinada data, já existe, desde o momento da conclusão do negócio jurídico, o crédito e o débito. Tal é o efeito mínimo produzido por todos os fatos jurídicos: a vinculação do polo ativo e do polo passivo. No entanto, a pretensão e o dever (de cobrar e de pagar a dívida, respectivamente) só nascem no advento da referida data: aí existe a eficacização plena do fato jurídico. Da mesma forma, o testamento só produz efeito após a morte do testador.
Tal teoria permite, portanto, um entendimento muito mais preciso da vida dos fatos jurídicos. Aplicações importantes serão vislumbradas em diferentes campos do direito, como no clássico exemplo da compra-e-venda a non domino.

### Compra-e-venda a non domino
Era difícil até a publicação do Tratado uma explicação adequada ao curioso fenômeno da compra-e-venda a non domino. Tal espécie de compra-e-venda ocorre da seguinte forma: o alienante contrai a obrigação de, mediante pagamento em dinheiro, transferir a propriedade de determinado objeto que, todavia, não lhe pertence. Promete-se, assim, alienar aquilo que não está, no momento da plena eficácia do negócio jurídico, em seu próprio patrimônio. Imagine-se, ademais, que entre a conclusão do negócio jurídico (momento zero, isto é, de sua existência) e da exigibilidade das prestações avençadas (plena eficacização do ato jurídico) haja algum lapso qualquer, isto é, a exigibilidade não se faça imediata. Ademais, deve-se lembrar, para a plena compreensão do problema, que o simples contrato de compra-e-venda não transfere a propriedade por si só, pois se trata de contrato meramente obrigacional. A eficácia de tal contrato consiste apenas no nascimento de uma obrigação de transferir a propriedade, promessa que só será concretizada através do acordo de transmissão de propriedade (no caso de bens imóveis de valor superior ao estabelecido na lei) ou, então, pela tradição (entre simples, destinada aos bens móveis e imóveis de valor menor que o estipulado na lei). Aqui, portanto, põe-se o problema: do contrato irradiou o dever de transferência da propriedade. Todavia, o obrigado não pode realizá-la de fato pois o objeto da prestação não se encontra em seu patrimônio. Como resolveu tal problema jurídico?
Diversos autores brasileiros que, não tendo analisado o problema a fundo, concluíam pela nulidade de tal negócio jurídico. Para tal, bastaria pensar-se: se se aliena bem que não pertence, comete-se ato imoral ou cujo objeto é impossível, hipóteses que estão listadas na lei como causa de invalidade do negócio jurídico. Tal visão poderia ser aceita quando não há qualquer lapso temporal entre a conclusão e a exigibilidade das prestações do negócio jurídico. No entanto, outro problema surge: e se o objeto prometido não estivesse no patrimônio do devedor no momento de conclusão do negócio jurídico, mas viesse a entrar em tal patrimônio posteriormente? Aí a obrigação poderia ter sua eficácia plena sem mais problemas.
Pontes de Miranda usa sua teoria dos três planos para dirimir dúvidas a respeito. Segundo o autor, a compra-e-venda a non domino é apenas causa de ineficácia: o contrato é totalmente válido entre as partes. Assim, se devedor prometeu ao credor entregar-lhe uma casa dentro de um período de tempo, se a casa não estiver no patrimônio do devedor no momento em que for exigível a prestação de transferência de propriedade, tem-se caso simples de inadimplemento, cuja solução segue o molde ditado pela Teoria Geral das Obrigações. Prometeu-se mas não se pode eficacizar a promessa. Já no caso de a casa, do exemplo dado acima, entrar no patrimônio do devedor, o adimplemento torna-se possível e aí não paira mais qualquer problema: houve a pós-eficacização do contrato, isto é, um contrato que teria sua eficácia comprometida foi convertido em um de eficácia plena. A originalidade da ideia de Pontes de Miranda consiste em analisar a eficácia sempre vinculada às partes: assim, o contrato de compra-e-venda (a non domino) de um imóvel não poderia ser oposto ao proprietário real do imóvel justamente pelo fato de a eficácia do negócio jurídico limitar-se ao patrimônio de credor e devedor. O ganho desta teoria é mostrar que fenômenos jurídicos como direitos, deveres, pretensões e exceções (e, também, o adimplemento) são fenômenos que se manifestam dentre os efeitos do negócio jurídico e não podem jamais se confundir com a invalidade, como faziam outros autores, pois a nulidade (espécie de invalidade) vale contra terceiros, enquanto a eficácia contratual limita-se apenas às partes contratantes.